# 人民公园站 (郑州)
人民公园站是郑州地铁3号线的地铁车站，位于中华人民共和国河南省郑州市二七区铭功路与西太康路交叉口地下，于2020年12月26日随3号线的开通而启用。该站因位于郑州人民公园西南侧而得名。

## 车站结构
人民公园站的主体结构设于铭功路地下，呈南北走向，为地下三层车站，其中B1層為站廳层，B2層和B3层均为站台层。
| 1F  | 地面     | 所有出入口                                                               |
| B1F | 站厅     | 客服中心、自动售票机、行李检查、闸机、车站控制室、警务室、卫生间、母婴室 |
| B2F | █ 3号线  | 往滨河新城南方向（二七广场）                                             |
| B2F | 侧式站台 | 至站厅/B3层站台                                                          |
| B3F | █ 3号线  | 往省体育中心方向（大石桥）                                               |
| B3F | 侧式站台 | 至站厅/B2层站台                                                          |

### 站厅
人民公园站的站厅位于B1层，设有客服中心、自动售票机、行李检查、车站控制室等设施。站厅由闸机和栏杆分隔为付费区和非付费区，站厅两端为非付费区，之间在站厅西侧经通道连接，中部为付费区，内设有自动扶梯、步梯和无障碍电梯连接站台。在站厅非付费区近A口通道处设卫生间和母婴室。

### 站台
人民公园站的B2层和B3层各设一座侧式站台，形成侧式叠式站台。两座站台均安装有高站台门，其中B2层的站台为3号线下行（滨河新城南方向）站台，B3层的站台为3号线上行（省体育中心方向）站台。

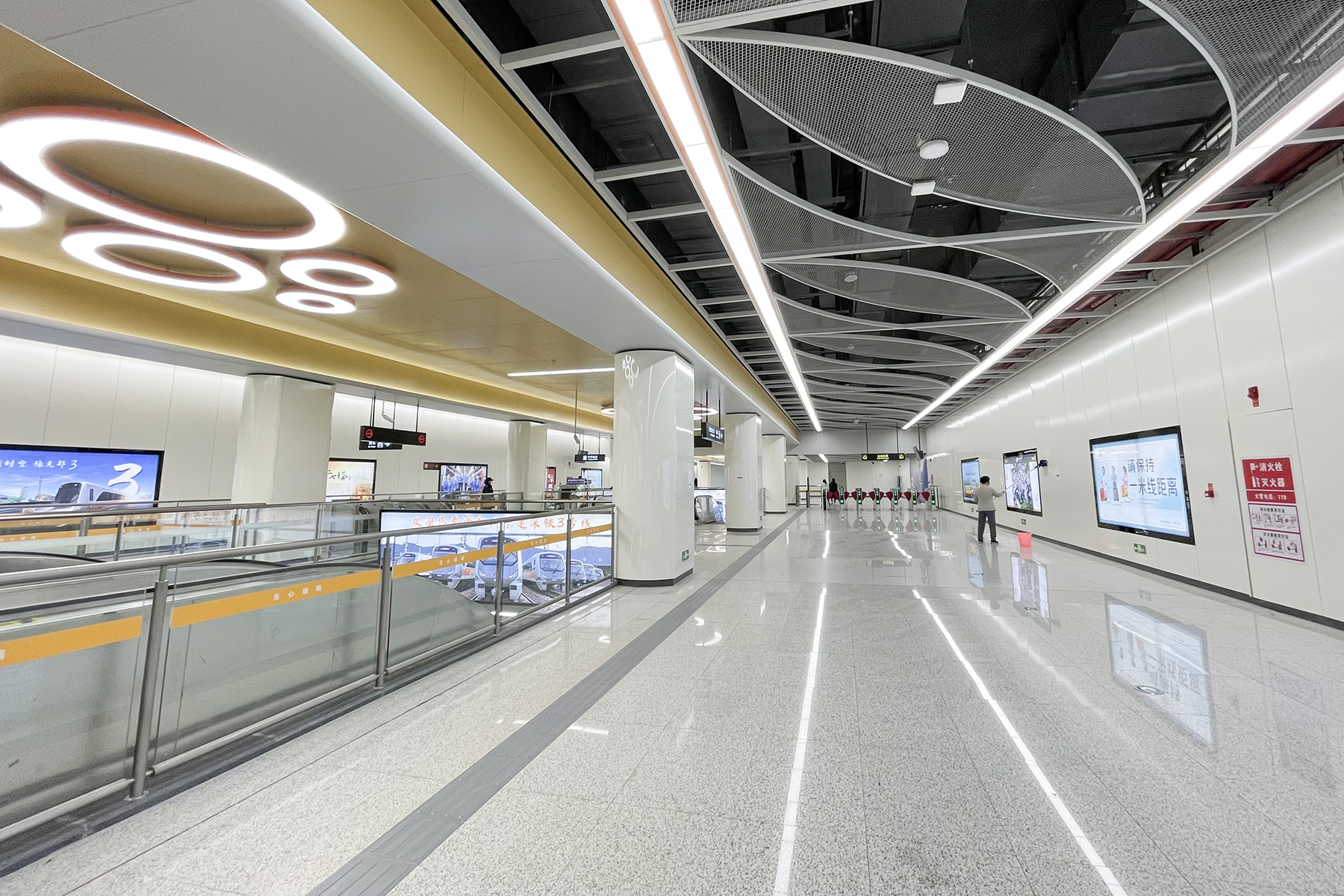
站厅
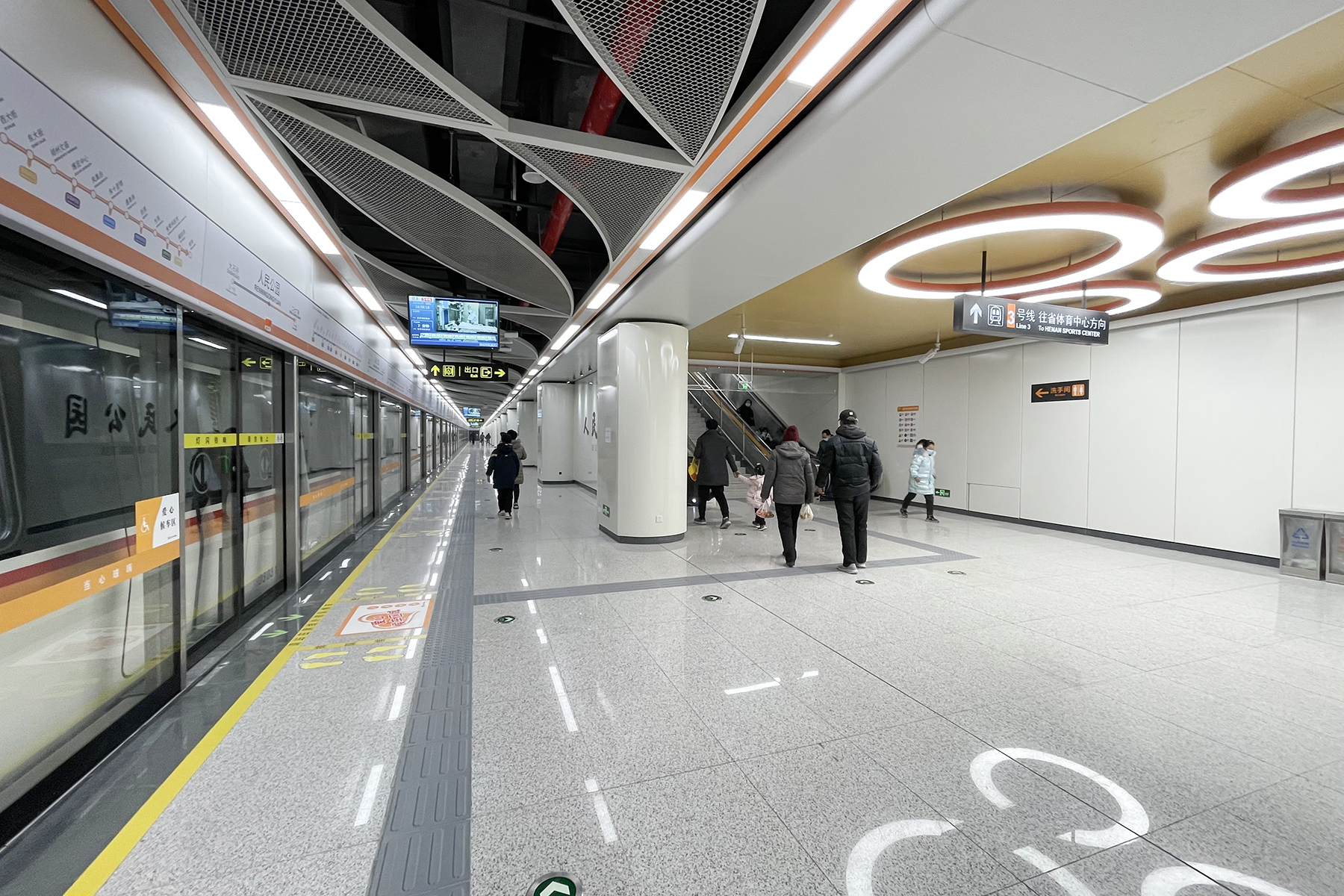
B2层的3号线下行站台
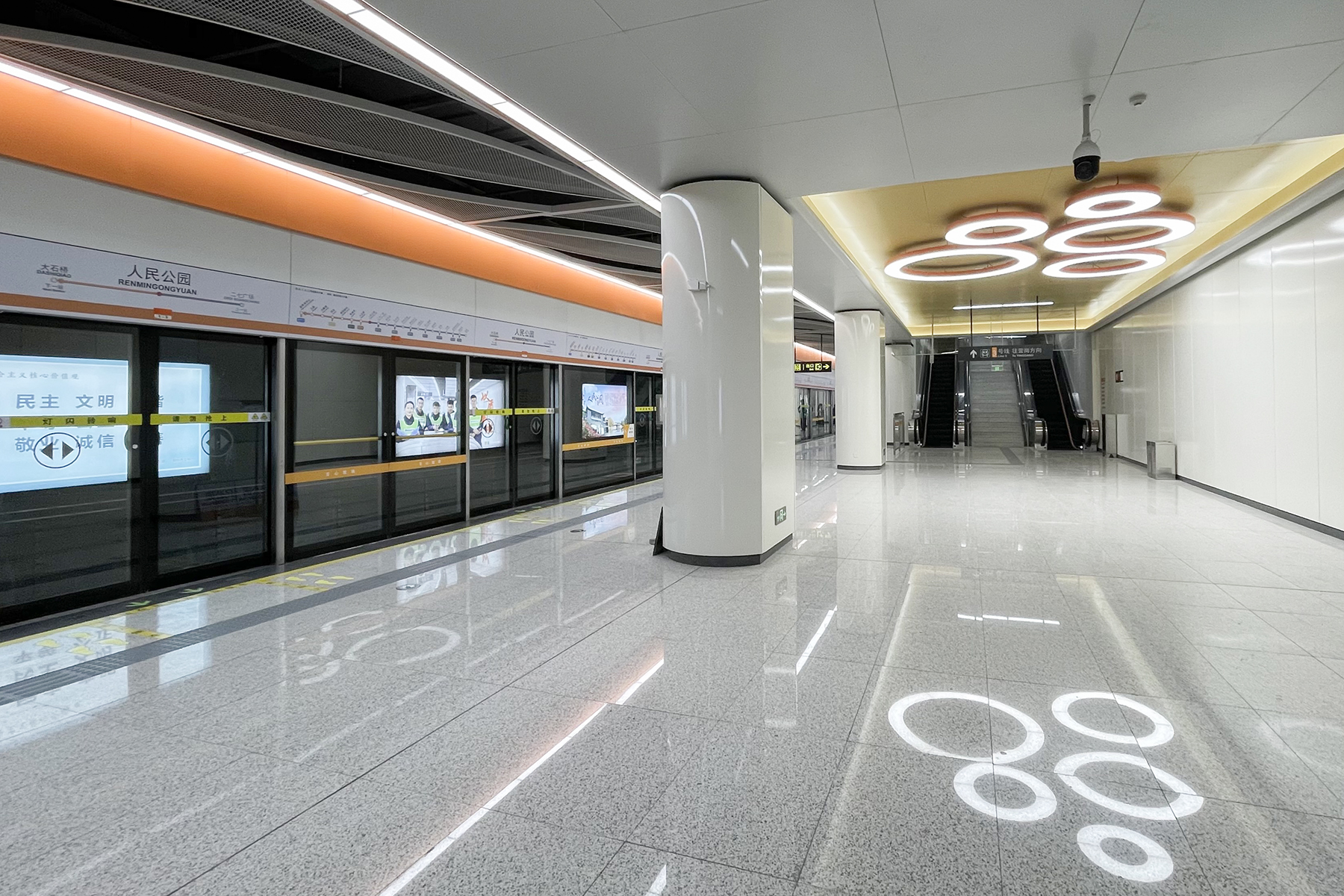
B3层的3号线上行站台

### 出入口
人民公园站设有A、B、C、D共4个出入口，分别分别位于铭功路与太康路交叉路口的东南、西南、西北、东北四角，其中C、D口设有无障碍电梯。
该站各出入口信息如下表所示。
| 铭功路太康路 | 铭功路太康路     | 铭功路太康路 | 铭功路太康路   | 铭功路太康路              |
| 编号         | 路线             | 路线         | 路线           | 备注                      |
| ------------ | ---------------- | ------------ | -------------- | ------------------------- |
| G78          | 森林湖公交站     | ⇆            | 航海路中州大道 |                           |
| 91           | 毛庄蔬菜批发市场 | ⇆            | 火车站北港湾   |                           |
| 101          | 农业路中州大道   | ⇆            | 火车站北港湾   | 原101路东线，曾为无轨电车 |
| B20          | 花园路刘庄       | ⇆            | 火车站北港湾   | 原39路                    |
| Y8           | 省体育中心       | ⇆            | 火车站北港湾   | 夜间服务                  |
| 游16         | 黄河文化公园     | ⇆            | 火车站北港湾   |                           |

| 铭功路太康路 | 铭功路太康路     | 铭功路太康路 | 铭功路太康路   | 铭功路太康路              |
| 编号         | 路线             | 路线         | 路线           | 备注                      |
| ------------ | ---------------- | ------------ | -------------- | ------------------------- |
| G78          | 森林湖公交站     | ⇆            | 航海路中州大道 |                           |
| 91           | 毛庄蔬菜批发市场 | ⇆            | 火车站北港湾   |                           |
| 101          | 农业路中州大道   | ⇆            | 火车站北港湾   | 原101路东线，曾为无轨电车 |
| B20          | 花园路刘庄       | ⇆            | 火车站北港湾   | 原39路                    |
| Y8           | 省体育中心       | ⇆            | 火车站北港湾   | 夜间服务                  |
| 游16         | 黄河文化公园     | ⇆            | 火车站北港湾   |                           |